# Dendrophidion dendrophis
Espèce
Synonymes
- Herpetodryas dendrophis Schlegel, 1837
- Herpetodryas aestivus Berthold, 1847
- Herpetodryas poitei 
Duméril, Bibron & Duméril, 1854

Dendrophidion dendrophis est une espèce de serpents de la famille des Colubridae.

## Homonymie
Il ne faut pas confondre cette espèce, décrite par Schlegel en 1837, avec Dendrophidion dendrophis Peters & Orejas-Miranda, 1970 qui est, quant à elle, synonyme de Dendrophidion nuchale (Peters, 1863).

## Répartition
Cette espèce se rencontre :
- en Bolivie ;
- au Brésil, dans les États d'Alagoas et Pará ;
- en Colombie ;
- en Équateur ;
- en Guyane ;
- au Pérou ;
- au Venezuela, dans les États d'Amazonas et Bolívar.

Elle est présente entre 150 et 1 000 m d'altitude.

## Description
Dans sa description Schlegel indique que Dendrophidion dendrophis présente un dos brun-olivâtre marqué de nombreuses bandes étroites transversales foncées qui renferment des taches claires.

## Publications originales
- Schlegel, 1837 : Essai sur la physionomie des serpens, La Haye, J. Kips, J. HZ. et W. P. van Stockum, vol. 1 (texte intégral).
- Schlegel, 1837 : Essai sur la physionomie des serpens, La Haye, J. Kips, J. HZ. et W. P. van Stockum, vol. 2 (texte intégral).